# Lautréamont et Sade

Lautréamont et Sade est un ouvrage écrit par Maurice Blanchot, publié aux Éditions de Minuit en 1949, comprenant deux essais sur respectivement le comte de Lautréamont et le marquis de Sade.

## Propos
Comme dans beaucoup de ses ouvrages, Blanchot s'interroge longuement sur ce en quoi consiste l'écriture, notamment dans la préface  Qu'en est-il de la critique ?, puis au début de la partie intitulée L'expérience de Lautréamont , dans laquelle il montre les défauts du commentaire de texte par rapport au texte original. Mais son objectif principal est d'« élucider quels rapports entretiennent le mouvement d'écrire et le travail d'une plus grande raison ».

## Éditions
- Édition originale : Lautréamont et Sade, Éditions de Minuit, coll. « Propositions » (no 6), 1949, 269 p., comprend deux essais Lautréamont (pages 7-213) et Sade (pages 215-265).
- Première réédition : Lautréamont et Sade, Éditions de Minuit, coll. « Arguments », 1963, 384 p. comprend trois parties : une préface nouvelle intitulée Qu'en est-il de la critique ?, La raison de Sade et enfin L'expérience de Lautréamont, chaque section des deux essais se voyant de plus attribuer un titre. Cette édition comprend en outre le texte intégral des Chants de Maldoror.
- Les rééditions suivantes ne comportent plus le texte de Lautréamont : Lautréamont et Sade, Paris, Éditions de Minuit, coll. « Arguments », 192 p. (ISBN 978-2-7073-0124-6 et 2-7073-0124-8)